# Татаринцев Володимир Євгенович
Володимир Євгенович Татаринцев ( 19 березня 1980, Чирчик, Узбецька РСР ) — український волейболіст, нападник. Багаторазовий чемпіон України у складі харківського «Локомотива», був капітаном команди. Майстер спорту України міжнародного класу. Виступав за збірну України.

## Із біографії
Захищав кольори національної збірної України. Зокрема, брав участь у відбіркових турнірах на світову першість 2006 і чемпіонати Європи 2005, 2013 та 2015 років.

## Клуби
| Роки      | Клуб                        |
| --------- | --------------------------- |
| 1994–1995 | «Сільмаш» (Чирчик)          |
| 1995–2000 | «Шляховик-СКА» (Одеса)      |
| 2000–2005 | «Локомотив» (Харків)        |
| 2005–2006 | Тонно Калліпо Вібо Валентія |
| 2006      | «Фенербахче» (Стамбул)      |
| 2006–2017 | «Локомотив» (Харків)        |

## Досягнення
Кубок топ-команд ЄКВ
- Перше місце (1): 2004
- Друге місце (1): 2003

Чемпіонат України
- Перше місце (): 1997, 1998, 1999, 2001, 2002, 2003, 2004, 2005, 2007, 2009, 2010, 2011, 2012, 2013, 2014, 2015, 2016, 2017[8]
- Друге місце (3): 1996, 2000, 2008

Кубок України
- Перше місце (): 1995, 2001, 2002, 2004, 2006, 2007, 2008, 2009, 2010, 2011, 2012, 2013, 2014, 2015[9]

Чемпіонат Туреччини
- Друге місце (1): 2006

## Галерея
Володимир Татаринцев (№ 8) у матчі Кубка виклику ЄКВ між харківським «Локомотивом» і варшавською «Політехнікою» (сезон 2011/2012).

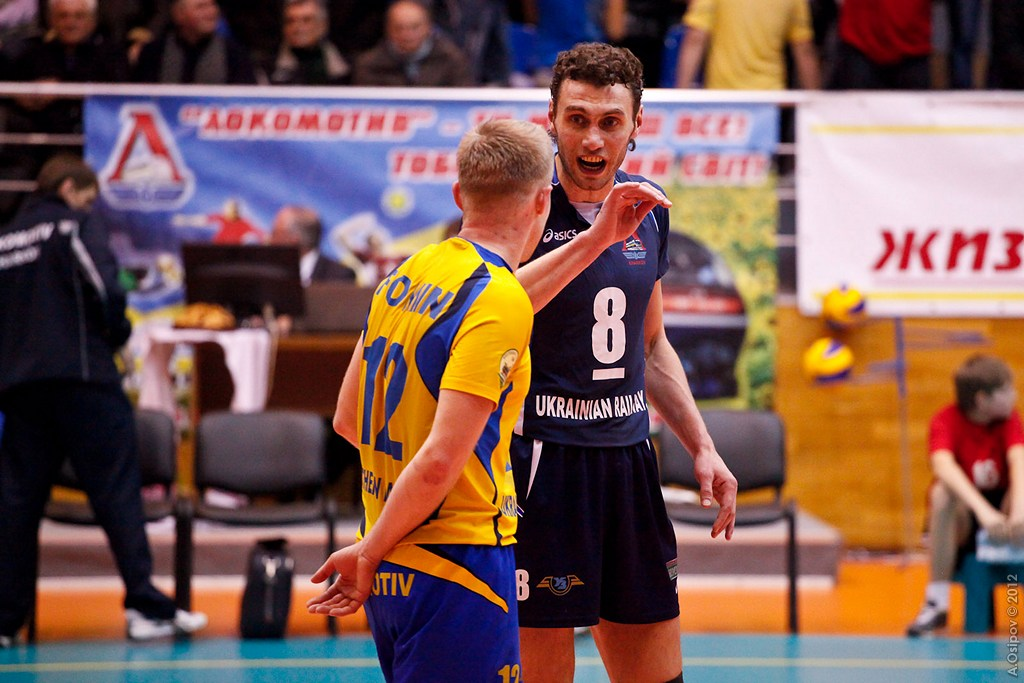
Зліва Денис Фомін (№ 12)
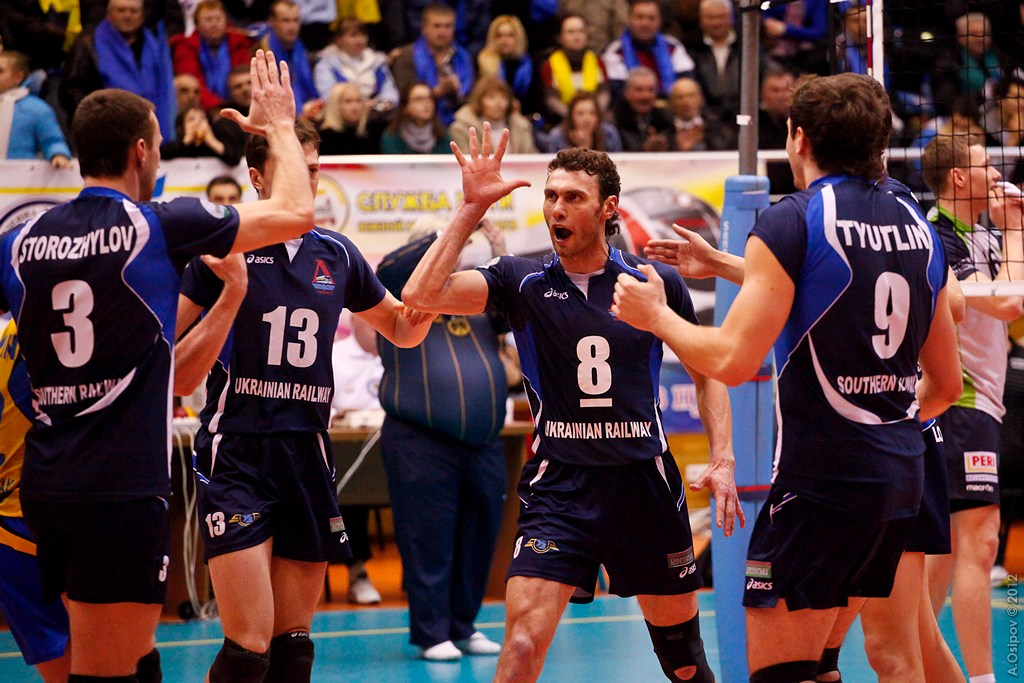
Сторожилов (№ 3), Гармаш (№ 13), Татаринцев (№ 8), Тютлін (№ 9).
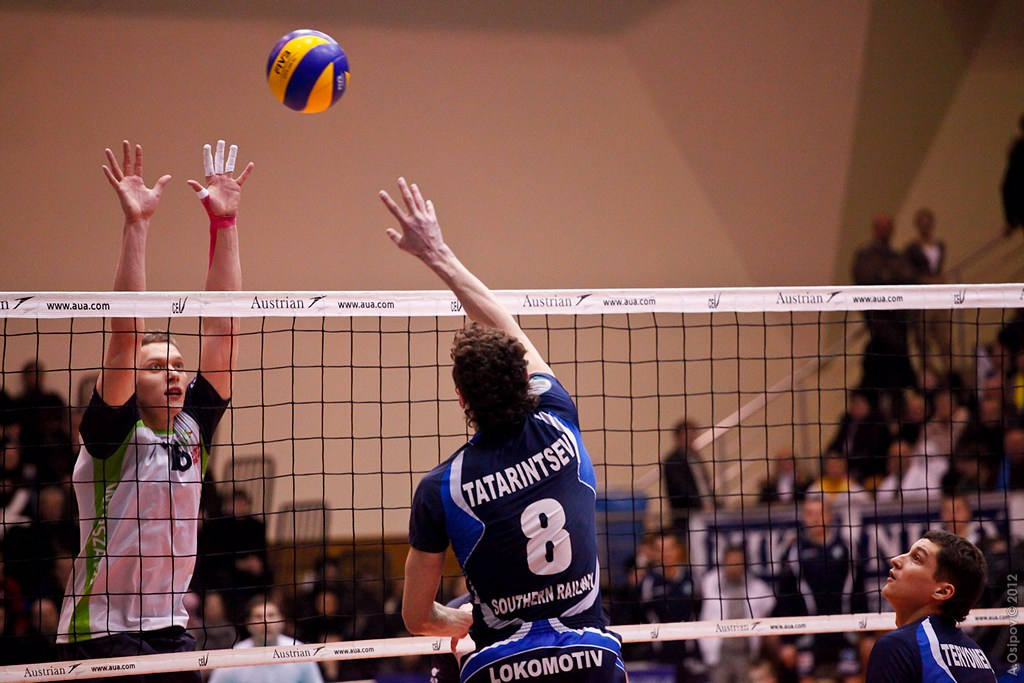